# Euphorbia pilosa
Euphorbia pilosa là một loài thực vật có hoa trong họ Đại kích. Loài này được L. mô tả khoa học đầu tiên năm 1753.